# Shorea retusa
Shorea retusa är en tvåhjärtbladig växtart som beskrevs av Willem Meijer. Shorea retusa ingår i släktet Shorea och familjen Dipterocarpaceae. Inga underarter finns listade i Catalogue of Life.